# Walter Winchell
Walter Winchell (7 d'abril de 1897 - 20 de febrer de 1972) va ser un periodista estatunidenc, considerat com l'inventor de la columna de societat actual. El biògraf Neal Gabler va acreditar la seva popularitat i influència mencionant: "ell va convertir el periodisme en una forma d'entreteniment".

## Biografia

### Carrera professional
Winchell va néixer a la ciutat de Nova York, fill de Jennie (Bakst) i Jacob Winchell, un cantor i venedor; eren immigrants jueus russos. Va deixar l'escola a sisè grau i va començar a actuar a la troupe de vodevil de Gus Edwards, coneguda com "Newsboys Sextet", que també comptava amb Eddie Cantor i George Jessel. Durant aquest temps, Winchell va actuar com a ballarí de claqué. Winchell va servir a la Marina dels EUA durant la Primera Guerra Mundial, assolint el grau de tinent comandant.
Va començar la seva carrera en el periodisme publicant notes sobre el seu grup d'actuació als taulers d'anuncis entre bastidors. Es va incorporar al Vaudeville News el 1920, després va deixar el diari per al Evening Graphic el 1924, on la seva columna es va anomenar Principalment sobre Mainstreeters. Va ser contractat el 10 de juny de 1929 pel New York Daily Mirror, on es va convertir en l'autor de la primera columna de xafarderies sindicada, titulada On-Broadway. La columna va ser sindicada per King Features Syndicate.
Va fer el seu debut a la ràdio a WABC a Nova York, una filial de CBS, el 12 de maig de 1930. El programa, titulat Saks on Broadway, va ser una funció de 15 minuts que proporcionava notícies comercials sobre Broadway. Va canviar a WJZ (més tard rebatejat WABC) i a la NBC Blue (més tard ABC Radio) el 1932 per al Jergens Journal.

### Connexions de l'inframón

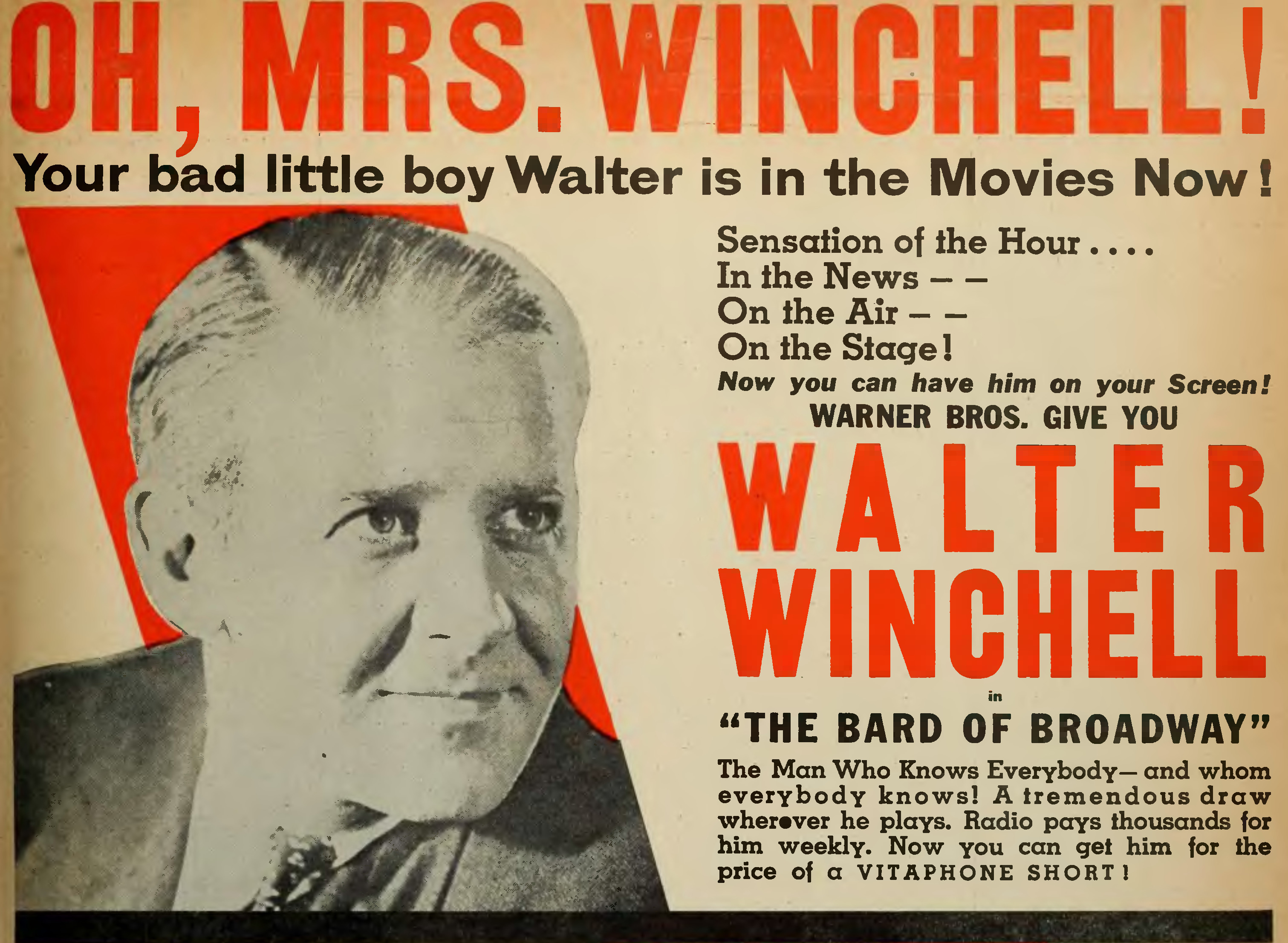
"The Bard of Broadway" amb anunci de Walter Winchell a The Film Daily, 1932

A la Dècada del 1930, Winchell era un amic íntim d’Owney Madden, el cap de banda número 1 de Nova York de l'era de la prohibició, però el 1932 la intimitat de Winchell amb els criminals li va fer temer que seria assassinat. Va fugir a Califòrnia i va tornar setmanes després amb un nou entusiasme per la llei, els G-men, l'oncle Sam, [i] Old Glory. La seva cobertura del segrest de Lindbergh i el judici posterior van rebre atenció nacional. En dos anys, es va fer amic de J. Edgar Hoover. Va ser el responsable de lliurar Louis "Lepke" Buchalter de Murder, Inc. a Hoover.
La seva columna de diaris es va publicar en una àmplia gamma de diaris d'arreu del món, i milions de persones l'havien llegit cada dia des dels anys vint fins a principis dels seixanta. La seva emissió de ràdio de diumenge a la nit va ser escoltada per altres 20 milions de persones des de 1930 fins a finals dels anys cinquanta. El 1948, Winchell va tenir el programa de ràdio més ben valorat quan va superar a Fred Allen i Jack Benny. Un indicador de la seva popularitat va ser esmentat a la cançó de 1937 de Richard Rodgers i Lorenz Hart The Lady Is a Tramp: Sego Winchell i llegeixo totes les línies.

### Anys 30 i 40
Winchell era jueu i va ser un dels primers comentaristes a Amèrica a atacar Adolf Hitler i organitzacions profeixistes i pronazis nord-americanes com el Bund alemany-americà, especialment el seu líder Fritz Julius Kuhn. Va ser un acèrrim partidari del president Franklin D. Roosevelt i del New Deal durant l'època de la depressió, i sovint va servir com a portaveu de l'Administració Roosevelt a favor de l'intervencionisme a mesura que la crisi de la guerra europea va aparèixer a finals dels anys trenta. Al principi, va denunciar que els aïllacionistes nord-americans afavorien l'apaivagament de Hitler, i va ser explícit en els seus atacs contra aïllacionistes tan destacats com Charles Lindbergh, a qui va batejar com L'estruç solitari, i Gerald LK Smith, a qui va denunciar com Gerald Lucifer KKKodfish Smith. Durant les dècades de 1930 i 1940, Winchell també va ser un partidari obert dels drets civils dels afroamericans, i va atacar freqüentment el Ku Klux Klan i altres grups racistes com a partidaris d'objectius antiamericans i proalemanys.
Durant la Segona Guerra Mundial, va atacar la Unió Marítima Nacional, l'organització obrera de la marina mercant dels Estats Units, que va dir que estava dirigida per comunistes, com a exemple del líder obrer de la costa oest Harry Bridges. El 1948 i el 1949, ell i l'influent columnista Drew Pearson van atacar el secretari de Defensa James Forrestal en columnes i emissions de ràdio.
Posteriorment, Winchell va començar a denunciar el comunisme com la principal amenaça a què s'enfrontava Amèrica.

### Televisió
Durant la Dècada del 1950, Winchell va donar suport al senador Joseph McCarthy per identificar els comunistes a la indústria de l'entreteniment. La seva emissió setmanal de ràdio s'emetia a la televisió ABC el mateix dia. El seu programa va debutar a la televisió el 5 d'octubre de 1952. Patrocinat per Gruen Watch Company, es va originar a WJZ-TV de 18:45 a 19:00, hora de l'Est. El 1953, les seves emissions de ràdio i televisió es van emetre simultàniament fins que va acabar amb aquesta associació a causa d'una disputa amb els executius d'ABC el 1955. Va protagonitzar The Walter Winchell File, una sèrie dramàtica televisiva que es va emetre inicialment de 1957 a 1958, dramatitzant casos del departament de policia de la ciutat de Nova York que es van cobrir al New York Daily Mirror. El 1956, va signar amb la NBC per acollir un programa de varietats anomenat The Walter Winchell Show, que es va cancel·lar després de només 13 setmanes, un fracàs especialment amarg a causa de l'èxit del seu rival Ed Sullivan en un format similar amb The Ed Sullivan Show.. ABC el va tornar a contractar el 1959 per narrar Els intocables durant quatre temporades. El 1960, un renaixement de l'emissió simultània de televisió de 1955 de l'emissió de ràdio de Winchell es va cancel·lar després de sis setmanes.

A principis de la Dècada del 1960, una disputa pública amb Jack Paar va acabar efectivament amb la carrera de Winchell, que ja estava en declivi a causa d'un canvi de poder de la impremta a la televisió. Winchell havia enfadat a Paar uns quants anys abans quan es va negar a retractar-se d'un article al·legant que Paar tenia dificultats matrimonials. El biògraf Neal Gabler va descriure l'intercanvi al programa de Paar el 1961:
| « | L'hostessa Elsa Maxwell va aparèixer al programa i va començar a burlar-se en Walter, acusant-lo d'hipocresia per haver agitat la bandera sense haver votat maig [cosa que, per cert, no era cert; l'espectacle va emetre més tard una retractació]. Paar s'hi va unir. Va dir que la columna de Walter estava "escrita per una mosca" i que la seva veu era tan alta perquè porta "roba interior massa ajustada"... També va explicar la història de l'article equivocat sobre el seu matrimoni i va dir que Walter tenia un "forat a l'ànima". | » |

En programes posteriors, Paar va dir que Winchell era un "vell ximple" i va citar altres exemples de les seves tàctiques submergides. Ningú s'havia atrevit a criticar públicament a Winchell, però aleshores la seva influència s'havia erosionat fins al punt que no va poder respondre amb eficàcia. El New York Daily Mirror, el seu diari insígnia durant 34 anys, va tancar el 1963; el seu nombre de lectors va disminuir.

### Ètica
Winchell és conegut pels seus intents de destruir les carreres dels seus enemics polítics i personals a mesura que avançava la seva pròpia carrera, especialment després de la Segona Guerra Mundial. Les tàctiques preferides eren les denúncies de tenir vincles amb organitzacions comunistes i les acusacions d'irregularitat sexual. No estava per sobre dels anomenar-se; per exemple, va descriure el presentador de ràdio de Nova York Barry Gray com "Borey Pink" i un "disk idiot". Winchell va saber que Marlen Edwin Pew de la revista comercial Editor &amp; Publisher l'havia criticat com una mala influència en anomenar-lo "Marlen Pee-you".
Mentre feia una gira estatunidenca l'any 1951, Josephine Baker, que mai actuaria davant un públic segregat, va criticar la política no escrita del Stork Club de desanimar els clients negres, i després va renyar a Winchell, un vell aliat, per no haver-se defensat. Winchell va respondre ràpidament amb una sèrie de dures rebequeries públiques, incloses acusacions de simpaties comunistes. Va rebutjar qualsevol intent dels amics per mitigar la retòrica acalorada. La publicitat consegüent va provocar la cancel·lació del visat de treball de Baker, la qual cosa la va obligar a cancel·lar tots els seus compromisos i tornar a França. Va passar gairebé una dècada abans que els funcionaris nord-americans la van permetre tornar al país. La publicitat adversa d'això, i d'incidents similars, van soscavar la seva credibilitat i poder.
En les seves emissions de ràdio i televisió el 4 d'abril de 1954, Winchell va ajudar a avivar la por del públic a la vacuna contra la poliomielitis. Winchell va dir: "Bona nit, senyors i senyores Amèrica... i tots els vaixells al mar. Atenció a tothom. En uns moments informaré sobre una nova vacuna contra la poliomielitis que es diu que és una cura contra la poliomielitis. Pot ser que sigui un assassí.." Winchell va afirmar que els Serveis de Salut Pública dels Estats Units van trobar virus de poliomielitis vius en set dels deu lots de vacunes que va provar, i va informar que "va matar uns quants micos... el Servei de Salut Pública dels Estats Units ho confirmarà en uns 10 dies". El doctor Jonas Salk, desenvolupador de la vacuna contra la poliomielitis, va respondre immediatament que la vacuna, que s'havia provat recentment en 7.500 escolars de la Universitat de Pittsburgh, havia estat provada tres vegades per l'absència de virus viu pels seus fabricants, els Instituts Nacionals de Salut, i al seu mateix laboratori d'investigació, i aquestes proves similars continuaran filtrant els lots futurs que continguin virus vius.

## Vida personal
L'11 d'agost de 1919, Winchell es va casar amb Rita Greene, una de les seves companyes a l'escenari. La parella es va separar uns quants anys més tard, i ell es va traslladar a viure amb Elizabeth June Magee, que ja havia adoptat la filla Gloria i havia donat a llum a ella i la primera filla de Winchell, Walda, el 1927. Winchell es va divorciar de Greene el 1928, però maig es va casar amb Magee, tot i que van viure junts la resta de les seves vides.
Winchell i Magee van tenir tres fills. La filla Gloria va morir de pneumònia als nou anys i Walda va passar un temps a hospitals psiquiàtrics. Walter Jr. es va suïcidar al garatge familiar la nit de Nadal de 1968. Després d'haver passat els dos anys anteriors a l'assistència social, Walter Jr. havia estat emprat per última vegada com a rentavaixelles a Santa Ana, Califòrnia; durant un temps, va escriure una columna a Los Angeles Free Press, un diari clandestí publicat entre 1964 i 1978.

## Últims anys

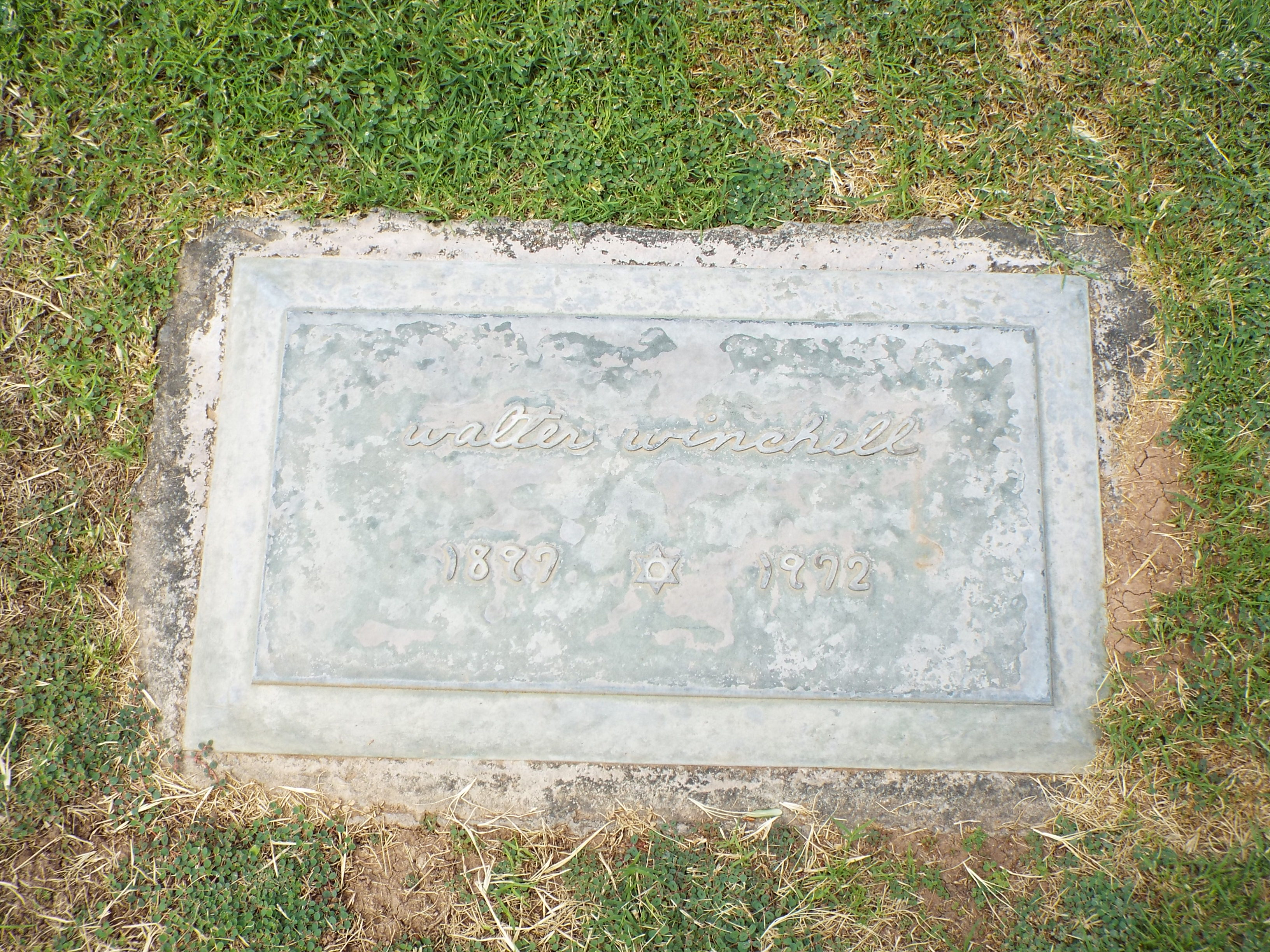
Tomba de Walter Winchell a Greenwood Memory Lawn

A la Dècada del 1960, Winchell va escriure algunes columnes per a la revista de cinema Photoplay. Va anunciar la seva jubilació el 5 de febrer de 1969, citant el suïcidi del seu fill com a motiu principal, així com la delicada salut del seu company, juny Magee. Exactament un any després de la seva jubilació, Magee va morir en un hospital de Phoenix, Arizona, mentre estava sotmès a tractament per una malaltia cardíaca.
Winchell va passar els seus dos últims anys com a reclus a l'Hotel Ambassador de Los Angeles.

Winchell va morir de càncer de pròstata als 74 anys, a Los Angeles. Està enterrat a Greenwood/Memory Lawn Mortuary &amp; Cemetery a Phoenix. Larry King, que va substituir Winchell al Miami Herald, va recordar:
| « | Estava tan trist. Saps què estava fent Winchell al final? Escrivint fulls mimeografiats amb la seva columna, repartint-los a la cantonada. Així es va posar trist. Quan va morir, només una persona va venir al seu funeral: la seva filla. | » |

Diversos dels antics companys de feina de Winchell havien expressat la seva voluntat d'anar, però la seva filla Walda els va rebutjar.

## Estil
Winchell va marcar una tendència a l'hora de revelar secrets dels famosos i uns quants espectacles, i el seu estil va ser seguit per altres periodistes com Ed Sullivan i Louella Parsons. El seu estil és conegut als Estats Units com gossip column (literalment, "columna de xafarderies"), i estava basat en frases curtes plenes de llenguatge col·loquial i evasives per eludir la desaprovació dels editors, escrivint per a tot tipus de lectors. En el seu programa de ràdio narrava les notícies de forma ràpida i valent-se d'un telègraf, que feia sonar per crear una sensació d'urgència. Donada la seva influència de cara al públic, els comentaris de Winchell podien afectar la carrera professional d'un artista o fins i tot de polítics i periodistes, especialment després de la Segona Guerra Mundial.